# Hospic Cabañas
Hospis Cabañas ve Guadalajaře (stát Jalisco, Mexiko) je jedním z nejstarších zdravotnických komplexů v Latinské Americe. Hospic byl vystavěn na začátku 19. století. V době provozu byl útočištěm pro sirotky, různě postižené či staré lidi. Rozlehlý areál budov je pozoruhodný pro svoji architektonickou čistotu a účelnost, se kterou byl navržen. Na rozdíl od jiných soudobých zdravotnických zařízení v Mexiku, bylo při návrhu hospicu Cabañas použito mnoho originálních prvků, které přímo zohledňovaly potřeby azylantů, které hospic přijímal.
Ve 30. letech 20. století vyzdobil stěny zdejší kaple mexický muralista José Clemente Orozco. V současnosti v areálu hospicu sídlí kulturní institut Instituto Cultural Cabañas.

## Fotogalerie

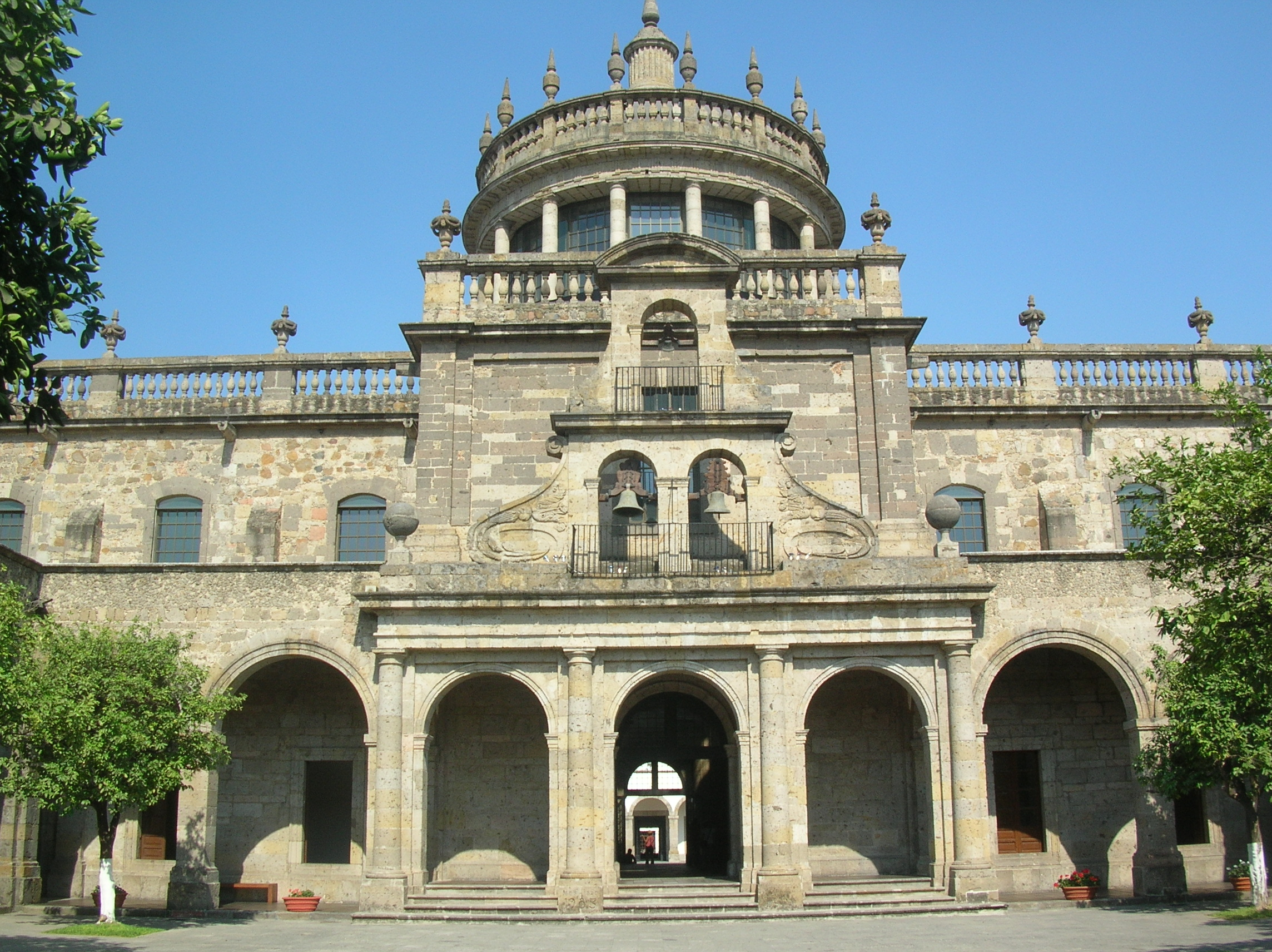
čelní pohled
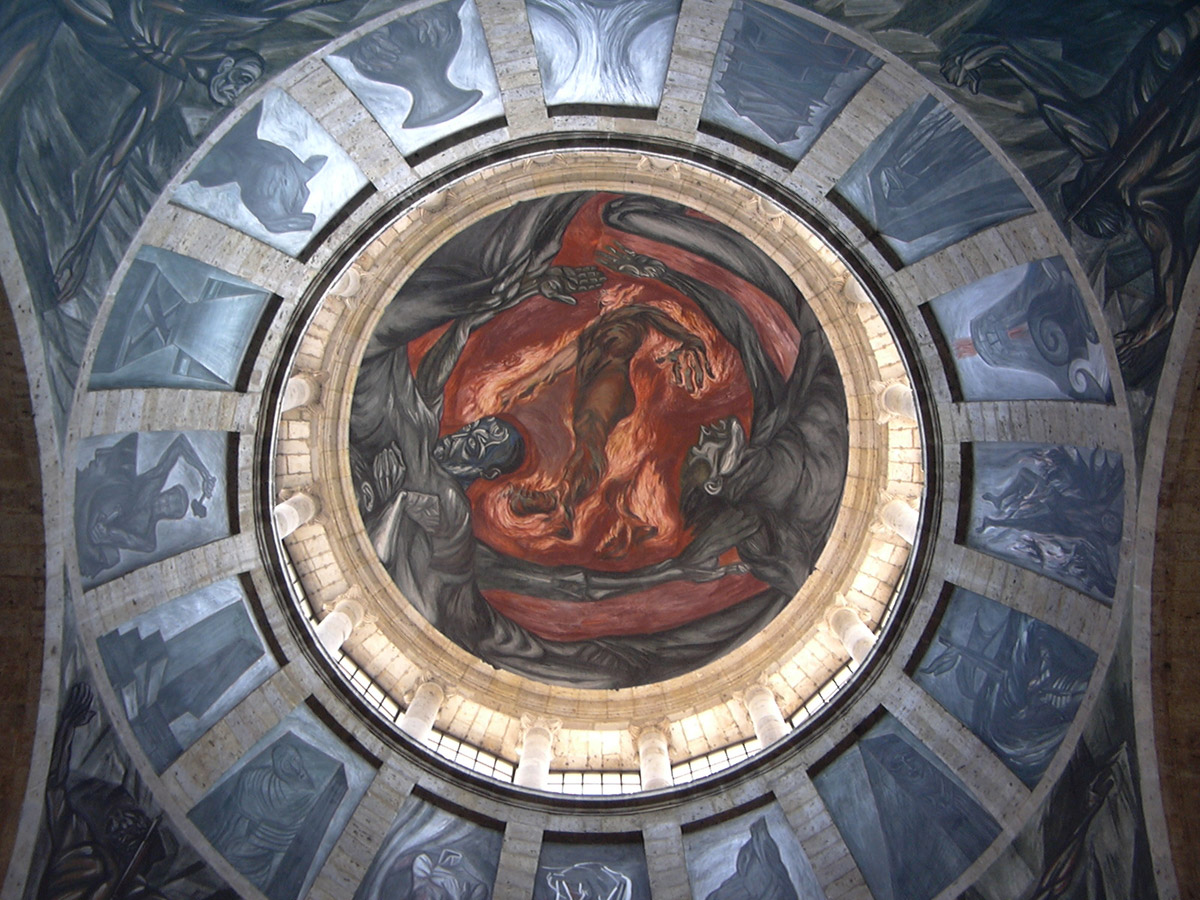
výmalba kopule kaple
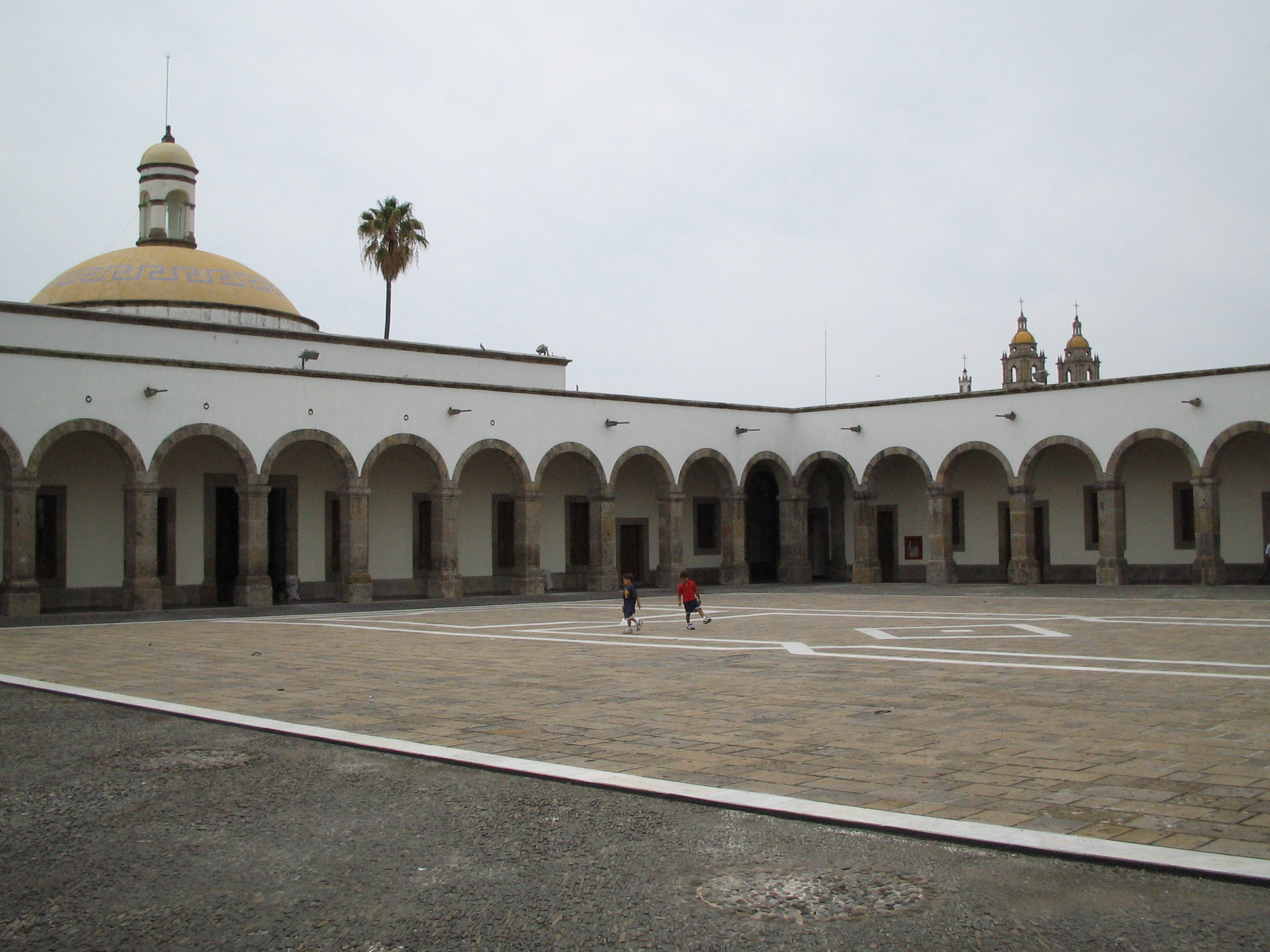
nádvoří hospicu
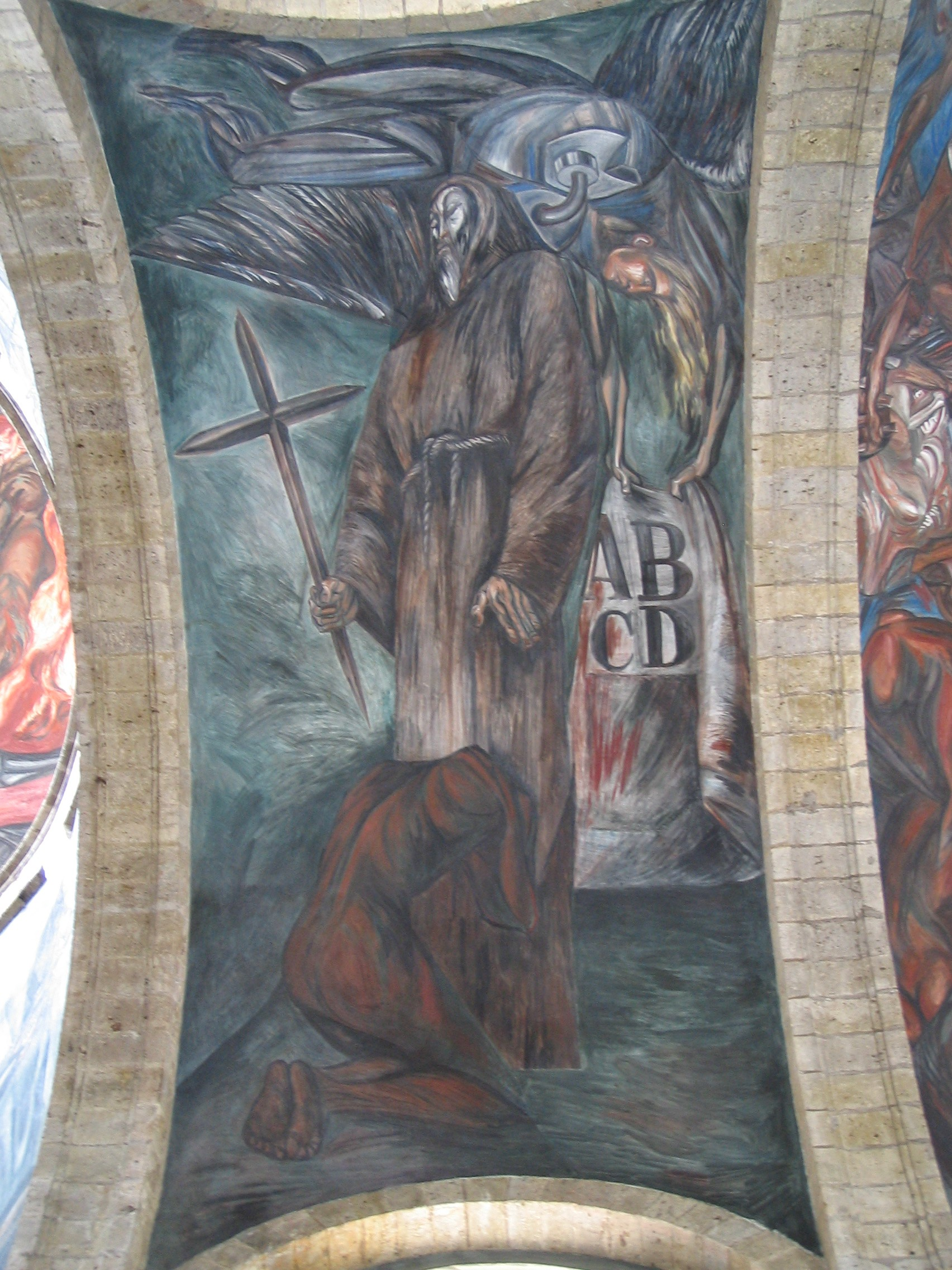
Orozcova výzdoba zdejší kaple